# Младен Филипов
Младен Алексиев Филипов е български офицер, генерал-майор.

## Биография
Младен Филипов е роден на 26 август 1885 г. в Оряхово. През 1905 г. завършва Военното училище в София. От 1908 до 1909 г. учи в офицерската кавалерийска школа в Сомюр, Франция. По време на Балканските войни е в Лейбгвардейския конен полк. През 1916 г. командва ескадрон в полка, а от 1917 г. е командир на ескадрон в трети конен полк. От 1920 до 1921 г. е началник на Кавалерийската школа. На 18 септември 1922 г. е назначен за командир на 7 жандармерийска конна група. Учи във Военната академия в София (1923 – 1925). През 1929 г. става командир на първа конна бригада. От 1933 г. е инспектор на пограничната стража. На следващата година е назначен за командир на пета пехотна дунавска дивизия, а после и на 4 военноинспекционна област (четвърта армия във военно време). Излиза в запас през 1935 г. Носител е на орден „За храброст“, 3 степен, 2 клас и 4 степен, 1 и 2 клас.

## Военни звания
- Подпоручик (2 август 1905)
- Поручик (15 октомври 1908)
- Ротмистър (15 октомври 1912)
- Майор (30 май 1917)
- Подполковник (5 април 1920)
- Полковник (6 май 1926)
- Генерал-майор (1 май 1934)